# Mydaea pseudonubila
Mydaea pseudonubila este o specie de muște din genul Mydaea, familia Muscidae, descrisă de Huckett în anul 1965.
Este endemică în Northwest Territories. Conform Catalogue of Life specia Mydaea pseudonubila nu are subspecii cunoscute.